# Pertusaria epacrospora
Pertusaria epacrospora är en lavart som beskrevs av A. W. Archer. Pertusaria epacrospora ingår i släktet Pertusaria och familjen Pertusariaceae.   Inga underarter finns listade i Catalogue of Life.